# Grossglockner
Grossglockner s visinom od 3798 m. i. J. visine je najviši vrh Austrije i najviši vrha Alpa istočno od prijevoja Brenner. 
Grossglockner leži na granici između Koruške i Istočnog Tirola i najveći je vrh Grupe Glockner. Sam vrh leži na brazdi Glockner, a Pasterze, najveći ledenjak u Austriji, leži u podnožju Grossglocknera.
Karakterističan vrh oblika piramide se zapravo sastoji od dva vrha, Grossglockner i Kleinglockner (3770 m. i. J.), koji su razdvojeni formacijom poput sedla koja je poznata kao Glocknerscharte.

## Etimologija
Ime Glocknerer prvi je put zabilježeno na karti iz 1561. godine koju je izradio bečki kartograf Wolfgang Lazius. Oznaka Glogger spominje se u opisu tirolskog okruga Kals iz 1583. godine, a odnosi se na čitav greben južno od alpskog glavnog lanca. U 1760-ima Atlas Tyrolensis navodi Glockner Berg, prefiks Gross- ("velik") ne spominje se prije prve ekspedicije 1799. godine. Prema znanstveniku Belsazaru Hacquetu (1735–1815), Glockner je vjerojatno izveden iz njemačkog: Glocke („zvono“), prema karakterističnom obliku planine. To je također možda germanizirana inačica alpsko-slavenske riječi "klek" ("planina"), kako se održava u slovenskom imenu Veliki Klek.

## Geografija

### Lokacija
Grossglockner leži na granici između austrijskih država Koruške i Tirola (Istočni Tirol). Vrh je dio grebena Glocknerkamm u skupini Glockner koji se odvaja od glavnog lanca Alpa na Mt. Eiskögele, usmjeren u jugoistočnom smjeru i tvoreći granicu između istočnotirolske općine Kals am Großglockner, oko 8 km na jugozapadu na 1324 m, i koruške Heiligenblut, oko 12 km na sjeveroistoku na 1.291 m. Ova je ujedno i granica granica ujedno i sliv između doline Kals i njezinih bočnih dolina Teischnitz i Ködnitz na tirolskoj strani i doline rijeke Möll s ledenjakom Pasterze na koruškoj strani.
Regija oko planine čini dio posebnog zaštićenog područja Grossglockner-Pasterze u Nacionalnom parku Visoke Ture od 1986.
Glockner je najviša planina u Alpama istočno od lanca Ortler, udaljenog oko 175 km, a nakon Mont Blanca ima drugu najveću topografsku izolaciju od svih planina u Alpama. Čak je i njegova topografska istaknutost, na 2.424 m, druga po visini nakon Mont Blanca u cijelim Alpama. To ga čini jednim od najneovisnijih vrhova u Alpama. Pogled s vrha Grossglockner pruža jedan od najudaljenijih obzora u istočnim Alpama. Vidokrug se prostire na 220 km ili, uzimajući u obzir atmosferski lom svjetlosti, gotovo 240 km. Njegov pogled na više od 150 000 km2 zemljine površine seže sve do Gornje švapske visoravni na sjeverozapadu, do Regensburga i vrhova Bohemijske šume na sjeveru, do Mt. Ortler na zapadu, do doline rijeke Pad na jugu i do planine Triglav i lanca Totes Gebirge na istoku.

### Topografija
Vrh stijena Grossglockner, koja je jako zaleđena, često se uspoređuje s planinama zapadnih Alpa. Zajedno s Kleinglocknerom na jugoistoku čini osebujni dvostruki vrh. U literaturi postoje različita gledišta o tome je li Kleinglockner podvrh ili zasebni glavni vrh. Zbog svoje male topografske istaknutosti i izoliranosti, kao i zbog uskih veza u povijesti penjanja, u povijesnim je publikacijama ubrajan u dio Grossglocknera; međutim, s obzirom na odvojene staze za penjanje, on se u planinarskoj literaturi računa kao neovisan vrh.
Obere Glocknerscharte između dva vrha, na 3.766 m, najviši je prolaz između planina u Austriji, s kojeg se koridor do 55° u nagibu i 600 m nadmorske visine spušta do ledenjaka Glocknerkees, tzv. Pallavicinirinne po austrijskom planinaru Alfredu von Pallaviciniju (1848–1886). Ide prema sjeveroistoku i graniči se sa sjeveroistočnim i sjevernim licem Grossglocknera. Potonja lica omeđena su Sjeverozapadnim grebenom, dijelom glavnog grebena Glocknera, koji prolazi preko Grögerschneida, 3.660 m, i grebenima uzvišenja Glocknerhorn (3.680 m), i Teufelshorn (3.677 m), do Untere Glocknerscharte (3.598 m), koji se povezuje s 3.721 m visokim Glocknerwandom.
Istaknuti greben, Stüdlgrat, nazvan po praškom alpinistu Johannu Stüdlu (1839. – 1925.), proteže se od Grossglocknera na jugozapadu. Zajedno sa svojim produžetkom, Luisengrat, odvaja zapadno lice i ledenjak Teischnitzkees u njegovom podnožju od Južne strane i ledenjaka Ködnitzkees. Koridor poznat kao Pillwaxrinne prolazi Južnom stranom ispod Obere Glocknerscharte; veći dio Južne stene leži istočno od ovog žlijeba ispod Kleinglocknera. Istočna strana Kleinglocknera, Glocknerleitl, zaleđena je do ispod vrha, a nastavljaju je Kleinglocknerkees i Hofmannskees prije nego što dosegnu Pasterze.

## Vanjske poveznice
- Grossglockner (engl.)
- Grossglockner High Alpine Road  Arhivirana inačica izvorne stranice od 17. travnja 2016. (Wayback Machine) (engl.)